# Maurice Delvart
Maurice Delvart (Bourecq, 21 settembre 1899 – Parigi, 24 settembre 1986) è stato un velocista francese, specializzato nei 400 metri piani.

## Palmarès

### Olimpiadi
- Bronzo a Anversa 1920 nella staffetta 4×400 metri.